# Mohammed Ali al-Houthi
Mohammed Ali al-Houthi (in arabo  محمد علي الحوثي‎?; Sa'da, 1979) è un militare e politico yemenita.
Dal febbraio 2015 all'agosto 2016 è stato Presidente del Comitato Rivoluzionario Supremo, un comando militare yemenita dei ribelli zayditi Huthi, in lotta contro la minoranza sunnita, stabilitosi a Ṣanʿāʾ nel settembre 2014.
È stato il leader de facto dello Yemen, anche se il Presidente del Paese riconosciuto a livello internazionale era Abd Rabbuh Mansur Hadi.